# 幼薩瓦納鰍
幼薩瓦納鰍為輻鰭魚綱鯉形目鰍科的其中一種，為溫帶淡水魚，分布於歐洲義大利北部亞德里亞海沿岸淡水流域，體長可達9公分，棲息在湖泊、水淺的水域，以無脊椎動物為食，生活習性不明，可作為食用魚及養殖魚類。

## 扩展阅读
維基物種上的相關：幼薩瓦納鰍